# Leptothorax formosus
Leptothorax formosus är en myrart som beskrevs av Santschi 1909. Leptothorax formosus ingår i släktet smalmyror, och familjen myror. Inga underarter finns listade i Catalogue of Life.